# Andreas Romar
Andreas Romar (ur. 4 lipca 1989 w Mustasaari) – fiński narciarz alpejski, brązowy medalista mistrzostw świata juniorów.

## Kariera
Po raz pierwszy na arenie międzynarodowej Andreas Romar pojawił się 27 listopada 2004 roku w Pyha, gdzie w zawodach FIS Race w gigancie nie ukończył pierwszego przejazdu. W 2007 roku wystartował na mistrzostwach świata juniorów w Altenmarkt, gdzie jego najlepszym wynikiem było piętnaste miejsce w zjeździe. Jeszcze dwukrotnie startował na imprezach tego cyklu, największy sukces osiągając na mistrzostwach świata juniorów w Garmisch-Partenkirchen w 2009 roku, gdzie w zjeździe wywalczył brązowy medal. W Pucharze Świata zadebiutował 28 stycznia 2007 roku w slalomie w Kitzbühel, gdzie nie zakwalifikował się do drugiego przejazdu. Pierwsze punkty zdobył 14 stycznia 2011 roku w Wengen, zajmując siedemnaste miejsce w superkombinacji. Nigdy nie stanął na podium, chociaż kilkukrotnie plasował się w czołowej dziesiątce. Najlepsze wyniki osiągnął w sezonie 2011/2012, kiedy zajął 38. miejsce w klasyfikacji generalnej.
W 2010 roku wystartował na igrzyskach olimpijskich w Vancouver, gdzie jego najlepszym wynikiem było 30. miejsce w gigancie. Wielokrotnie startował na mistrzostwach świata, najlepszy wynik osiągając podczas mistrzostw świata w Schladming w 2013 roku, gdzie był czwarty w superkombinacji. Walkę o podium przegrał tam z Austriakiem Romedem Baumannem o 0,17 sekundy. Na tych samych mistrzostwach zajął także piąte miejsce w zjeździe.
Kilkukrotnie zdobywał medale mistrzostw Finlandii, w tym złote w gigancie w latach 2010 i 2011 oraz supergigancie i superkombinacji w 2011 roku.

## Osiągnięcia

### Igrzyska olimpijskie
| Miejsce | Dzień     | Rok  | Miejscowość | Konkurencja     | Czas biegu  | Strata  | Zwycięzca          |
| ------- | --------- | ---- | ----------- | --------------- | ----------- | ------- | ------------------ |
| 42.     | 15 lutego | 2010 | Vancouver   | Zjazd           | 1:54,31 min | +4,40 s | Didier Défago      |
| DNF     | 19 lutego | 2010 | Vancouver   | Supergigant     | 1:30,34 min | -       | Aksel Lund Svindal |
| DNF2    | 21 lutego | 2010 | Vancouver   | Superkombinacja | 2:44,92 min | -       | Bode Miller        |
| 30.     | 23 lutego | 2010 | Vancouver   | Gigant          | 2:37,83 min | +4,48 s | Carlo Janka        |
| DNF     | 27 lutego | 2010 | Vancouver   | Slalom          | 1:39,32 min | -       | Giuliano Razzoli   |
| 24.     | 13 lutego | 2018 | Pjongczang  | Superkombinacja | 2:11,52 min | +5,00 s | Marcel Hirscher    |
| 31.     | 15 lutego | 2018 | Pjongczang  | Zjazd           | 1:43,78 min | +3,53 s | Aksel Lund Svindal |
| 31.     | 16 lutego | 2018 | Pjongczang  | Supergigant     | 1:27,70 min | +3,26 s | Matthias Mayer     |

### Mistrzostwa świata
| Miejsce | Dzień     | Rok  | Miejscowość       | Konkurencja     | Czas biegu  | Strata  | Zwycięzca           |
| ------- | --------- | ---- | ----------------- | --------------- | ----------- | ------- | ------------------- |
| 48.     | 6 lutego  | 2007 | Åre               | Supergigant     | 1:14,30 min | +2,97 s | Patrick Staudacher  |
| DNF     | 8 lutego  | 2007 | Åre               | Superkombinacja | 2:28,99 min | -       | Daniel Albrecht     |
| 42.     | 11 lutego | 2007 | Åre               | Zjazd           | 1:44,68 min | +4,51 s | Aksel Lund Svindal  |
| DSQ1    | 15 lutego | 2009 | Val d’Isère       | Slalom          | 1:44,17 min | -       | Manfred Pranger     |
| DNF     | 9 lutego  | 2011 | Ga-Pa             | Supergigant     | 1:38,31 min | -       | Christof Innerhofer |
| 27.     | 12 lutego | 2011 | Ga-Pa             | Zjazd           | 1:58,41 min | +4,09 s | Erik Guay           |
| 9.      | 14 lutego | 2011 | Ga-Pa             | Superkombinacja | 2:54,51 min | +3,54 s | Aksel Lund Svindal  |
| 27.     | 18 lutego | 2011 | Ga-Pa             | Gigant          | 2:10,56 min | +2,61 s | Ted Ligety          |
| 17.     | 6 lutego  | 2013 | Schladming        | Supergigant     | 1:23,96 min | +1,79 s | Ted Ligety          |
| 5.      | 9 lutego  | 2013 | Schladming        | Zjazd           | 2:01,32 min | +1,36 s | Aksel Lund Svindal  |
| 4.      | 11 lutego | 2013 | Schladming        | Superkombinacja | 2:56,96 min | +1,34 s | Ted Ligety          |
| DNF1    | 5 lutego  | 2015 | Vail/Beaver Creek | Supergigant     | 1:15,68 min | -       | Hannes Reichelt     |
| 31.     | 7 lutego  | 2015 | Vail/Beaver Creek | Zjazd           | 1:43,18 min | +2,64 s | Patrick Küng        |
| 7.      | 8 lutego  | 2015 | Vail/Beaver Creek | Superkombinacja | 2:36,10 min | +0,83 s | Marcel Hirscher     |

### Mistrzostwa świata juniorów
| Miejsce | Dzień     | Rok  | Miejscowość | Konkurencja | Czas biegu  | Strata  | Zwycięzca               |
| ------- | --------- | ---- | ----------- | ----------- | ----------- | ------- | ----------------------- |
| 15.     | 6 marca   | 2007 | Altenmarkt  | Zjazd       | 1:38,41 min | +1,64 s | Beat Feuz               |
| DSQ     | 8 marca   | 2007 | Altenmarkt  | Supergigant | 1:07,77 min | -       | Beat Feuz               |
| 38.     | 9 marca   | 2007 | Altenmarkt  | Gigant      | 2:14,01 min | +5,31 s | Matic Skube             |
| DNF1    | 10 marca  | 2007 | Altenmarkt  | Slalom      | 1:49,45 min | -       | Matic Skube             |
| DNF     | 26 lutego | 2008 | Formigal    | Zjazd       | 1:45,31 min | -       | Hagen Patscheider       |
| DNF1    | 27 lutego | 2008 | Formigal    | Slalom      | 1:29,68 min | -       | Marcel Hirscher         |
| 11.     | 28 lutego | 2008 | Formigal    | Supergigant | 1:21,02 min | +1,35 s | Andreas Sander          |
| 17.     | 29 lutego | 2008 | Formigal    | Gigant      | 1:57,00 min | +2,14 s | Marcel Hirscher         |
| 18.     | 4 marca   | 2009 | Ga-Pa       | Supergigant | 1:16,64 min | +1,88 s | Manuel Kramer           |
| 3.      | 4 marca   | 2009 | Ga-Pa       | Zjazd       | 1:39,06 min | +0,26 s | Andy Plank              |
| 17.     | 5 marca   | 2009 | Ga-Pa       | Gigant      | 2:18,49 min | +4,04 s | Alexis Pinturault       |
| DSQ1    | 6 marca   | 2009 | Ga-Pa       | Slalom      | 1:20,78 min | -       | Jesper Riis-Johannessen |

### Puchar Świata

#### Miejsca w klasyfikacji generalnej
- sezon 2010/2011: 96.
- sezon 2011/2012: 38.
- sezon 2012/2013: 41.
- sezon 2015/2016: 122.
- sezon 2016/2017: 124.
- sezon 2017/2018: 129.

#### Miejsca na podium
Romar nigdy nie stanął na podium zawodów PŚ.